# Giandomenico Gagini junior

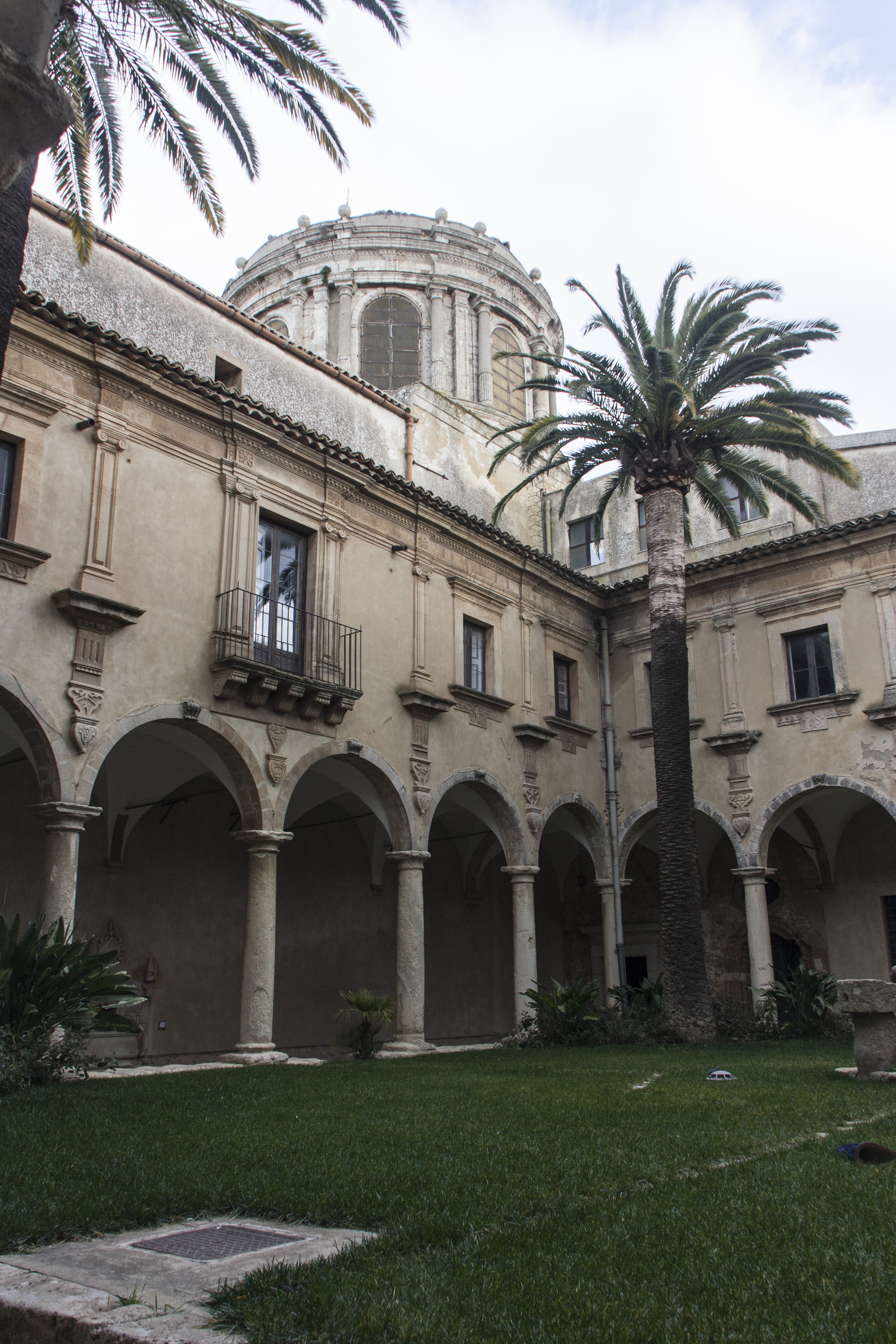
Chiostro convento della chiesa di San Francesco d'Assisi all'Immacolata di Caltagirone.

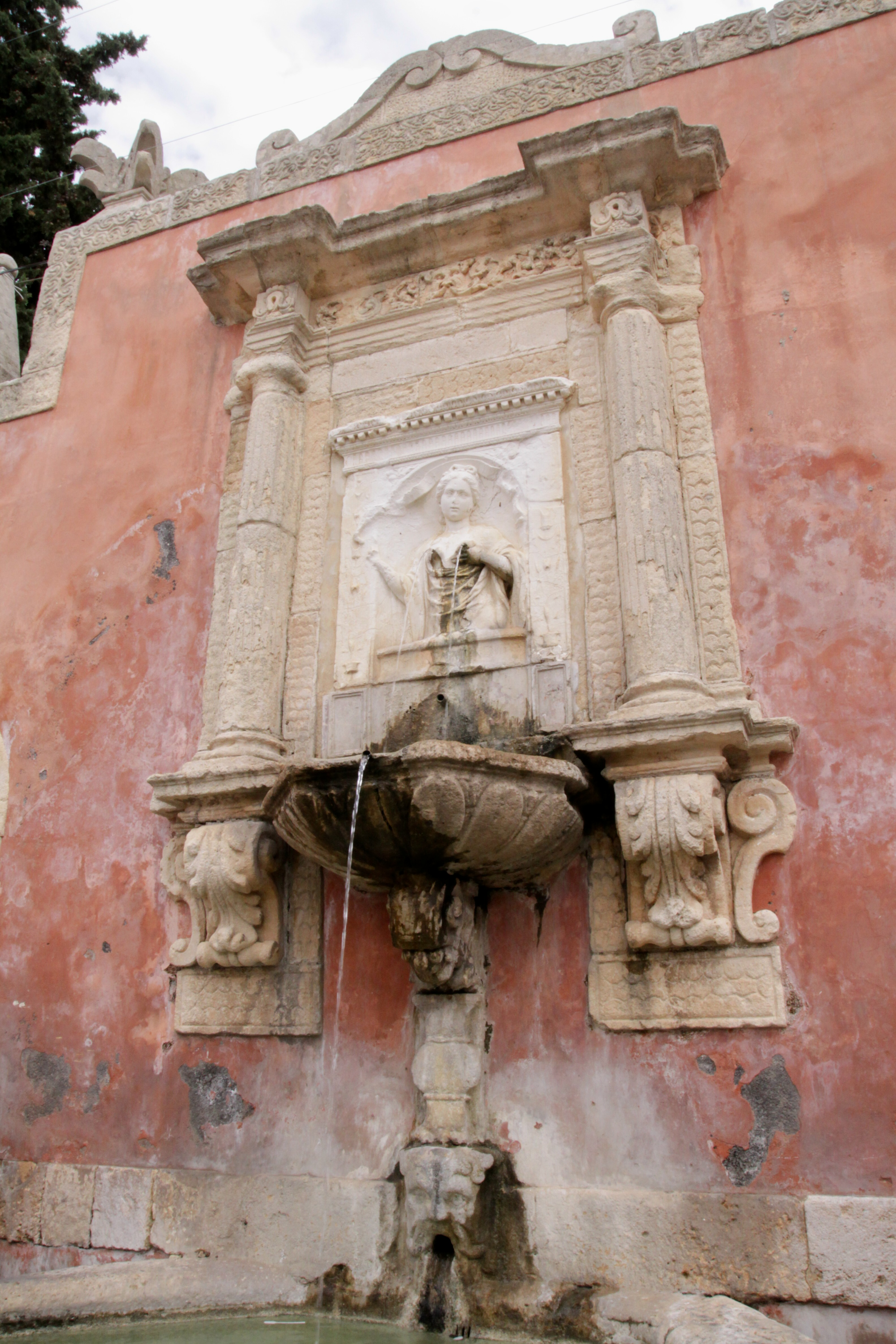
Fontana della Zizza di Militello in Val di Catania.

Giovanni Domenico Gagini (Caltagirone, ... – Caltagirone, 21 luglio 1627) è stato uno scultore italiano.

## Biografia
Giandomenico Gagini junior o Giandomenico II per distinguerlo dall'attività del nonno Giandomenico Gagini. Figlio di Antonuzzo Gagini e padre di Francesco, appartiene alla quinta generazione della corrente lombardo-ticinese dei Gagini o Gaggini in Sicilia. Anch'egli scultore, seguendo la tradizione familiare per la statuaria, la scultura e l'architettura. 
È sepolto nella chiesa di Sant'Agata di Caltagirone.
Opere autografe e documentate sono presenti a Caltagirone, Militello in Val di Catania, Palermo, Piazza Armerina.

## Opere

### Catania e provincia

#### Caltagirone
- 1562, Ancona, manufatto marmoreo, attribuzione.
- 1601 e ss., Corte Capitaniale, palazzo progettato dal padre Antonuzzo Gagini, direzione lavori con la collaborazione del figlio Francesco Gagini junior.
- 1610, Acquasantiera, manufatto marmoreo, opera custodita nella chiesa di Sant'Agata.[1]
- 1610, Scudo, manufatto marmoreo recante lo stemma della città.
- XVII secolo, Portale, manufatto marmoreo, opera inserita nella facciata della chiesa di Sant'Andrea e Confraternita dei Medici.
- XVII secolo, Portale, decorazioni della facciata della basilica di San Giacomo.
- 1607, Fontanoni dell'Acquanova, prospetti con cannelle decorati da sculture e mascheroni.[2]
- XVII secolo, Scalinata d'ingresso, portale, due chiostri e portici della chiesa di San Francesco d'Assisi all'Immacolata e convento dell'Ordine dei frati minori conventuali.[3]
- 1605, Sculture, manufatti marmorei, opere documentate per una Cappella di Santa Sofia.
- 1606, Porta, manufatto marmoreo, opera documentata per la Confraternita di Sant'Andrea della chiesa di Sant'Andrea.
- 1606, Scalinata di Santa Maria del Monte, direzione lavori.
- 1609, Colonne, manufatti marmorei, opere presenti nella chiesa di Santa Maria di Gesù.
- 1610 - 1612, Decorazioni, manufatti marmorei, opere presenti nella chiesa di San Francesco di Paola.[4]
- 1616, Decorazioni, manufatti marmorei, opere presenti nella Cappella di Nostra Signora di Monserrato della chiesa del Santissimo Salvatore del monastero delle Benedettine.
- 1616, Chiesa di San Giuliano, manufatto architettonico per la riedificazione incompiuta della cattedrale di San Giuliano.[5]

#### Militello in Val di Catania
- 1607, Fontana, manufatto marmoreo, fontana della "Zizza" ubicata nella piazza omonima.

### Enna e provincia
- 1607, Vescovado, manufatto architettonico, Palazzo Vescovile di Piazza Armerina.

### Palermo e provincia
- 1588, Capitello, manufatto marmoreo, opera presente nella chiesa della Martorana di Palermo.